# André Paillot
Pour les articles homonymes, voir Paillot.
 (novembre 2021).
Si vous disposez d'ouvrages ou d'articles de référence ou si vous connaissez des sites web de qualité traitant du thème abordé ici, merci de compléter l'article en donnant les références utiles à sa vérifiabilité et en les liant à la section « Notes et références ».
André Paillot, né André Louis Paillot, le 8 août 1885 à Bois-de-Gand et mort le 24 décembre 1944 à Saint-Genis-Laval, est un entomologiste français, ancien directeur de la station Entomologique  du Sud-Est.

## Biographie
André Paillot est né le 8 août 1885 à Lemuy.
Il devient instituteur puis chargé de cours à l'École Supérieure de Mouchard, dans le Jura, il vient, en 1907, à la Faculté des sciences de Besançon. Il y achève sa licence en sciences en 1910. Puis il commence un diplôme d'études supérieures.
Il organise un laboratoire de recherches à Beaune, en 1911. Les résultats de ses observations sur la Cochylis et l'Eudemis, en Bourgogne, parus dans les Annales des Epiphyties, en 1913, sont ses premières publications.
Lors de la première guerre mondiale. Il part au front comme sergent, le 27 novembre 1914, il est  blessé dans la forêt d'Apremont.
Il est admis au Laboratoire militaire du professeur Jules Courmont, où il travaille comme bactériologiste. Réformé, il est nommé, en 1915, Directeur de la station entomologique de Saint-Genis-Laval, près de Lyon. 
Docteur ès sciences en 1923, il partage son temps entre l'entomologie appliquée et la pathologie des insectes. Dans la nouvelle faculté de médecine de Lyon, une salle lui sera réservée dans le Service d'histologie du professeur Albert Policard. Là, en compagnie du Docteur Noël, il met au point la plus grande partie de ses dernières études histophysiologiques. 
En 1928, il publie un traité des maladies du ver à soie, qu'il complète en 1930 par un deuxième volume. En 1931, il donne le premier ouvrage moderne sur les insectes nuisibles des vergers et de la vigne : il y met au point des traitements et des méthodes qui ont été, depuis, largement vulgarisés.
En 1933 paraît son livre sur l'infection chez les insectes, qui révise les connaissances acquises jusqu'alors et qu'il a enrichies considérablement. Sa renommée grandit et son œuvre reçoit des récompenses.
Il est lauréat de l'Institut (prix Fourat de l'Académie des Sciences, 1923), de la Société entomologique de France (prix Constant, 1927) de la Société de zoologie agricole (prix Porter, 1929), tandis que la Société d'encouragement à l'industrie nationale lui attribue une médaille d'or.
En 1930, il est chevalier de la Légion d'honneur. En 1933, il est nommé membre correspondant de l'Académie d'agriculture et, en 1935, il reçoit le prix Frémont de l'Académie des Sciences. En 1936, il est nommé directeur du laboratoire de pathologie des invertébrés créé à la Faculté de médecine de Lyon par l'École des Hautes Études.
André Paillot meurt le 23 décembre 1944, peu après la Libération.

## Postérité
Un lycée agricole et agroalimentaire, dans le Grand Lyon, porte son nom.

## Publications
Il obtient son titre de docteur en sciences naturelles avec une thèse intitulée Les Maladies bactériennes des insectes, utilisation en agriculture des bactéries entomophytes. Il fait paraître :
- Les Maladies du ver à soie : grasserie et dysenteries, éditions du Service photographique de l'Université, Lyon, 1928[4].
- Traité des maladies du ver à soie, G. Doin, Paris, 1930.
- Les Insectes nuisibles des vergers et de la vigne, G. Doin, Paris, 1931.
- L'Infection chez les insectes : immunité et symbiose, imprimerie de G. Patissier, Trévoux, 1933.
- L'Abeille, anatomie, maladies, ennemis, Éditions de Trévoux, 1949.
- Les microorganismes parasites des insectes, leur emploi en agriculture, Annales du Service des Epiphyties, tome 2, 1915, p. 188-232.